# 스파월드
스파월드는 일본 오사카부 오사카시 나니와구에 있는 온천이다. 세계 11개국의 16가지의 온천을 테마로 꾸며진 상태로, 8층에는 수영복을 입을 수 있는 특이 사항을 둔다.